# 아파나주
아파나주(영어: appanage, 프랑스어: apanage)는 장자상속제 하에서 상속권이 없는 더 어린 자녀들에게 군주가 재산, 작위, 직책, 기타 가치있는 것을 부여하던 것을 말한다. 주로 유럽 봉건제에 관하여 사용되는 용어이다. 이 제도는 프랑스와 독일계 국가들의 영토 구성에 큰 영향을 미쳤으며, 프랑스의 옛 지방 중 다수가 국왕의 문장을 변형한 형태의 문장을 사용했던 이유를 설명해준다.

## 같이 보기
- 분가
- 프랑스의 왕령
- 이남상속제